# Nižná, Tvrdošín
Nižná este o comună slovacă, aflată în districtul Tvrdošín din regiunea Žilina, pe malul râului Orava⁠(d). Localitatea se află la altitudinea de 584 m deasupra n.m., se întinde pe o suprafață de 27,78 km2 și în 2017 număra 4.036 de locuitori.

## Istoric
Localitatea Nižná este atestată documentar din 1395.

## Demografie
| An:                | 1994 | 2004   | 2014   | 2024   |
| ------------------ | ---- | ------ | ------ | ------ |
| Număr de persoane: | 3943 | 4068   | 4020   | 3918   |
| Diferență:         |      | +3,17% | −1,17% | −2,53% |

| An:                | 2023 | 2024   |
| ------------------ | ---- | ------ |
| Număr de persoane: | 3928 | 3918   |
| Diferență:         |      | −0,25% |